# Florin Mocănescu
Florin Mocănescu (n. 4 octombrie 1952, Râncăciov, România) este un inginer petrolist, expert în domeniul petrolier, coautor a numeroase brevete de invenție pentru industria petrolieră de-a lungul unei cariere de peste 35 de ani, și actualmente conduce propria firmă de consultanță în domeniul explorare de petrol și gaze.

## Studii
A terminat școala primară în satul Râncaciov, județul Dâmbovița (1959-1967) după care a urmat Liceul nr. 1 din Târgoviște (1967-1971 - fostul liceu de fete Carabela). Primii trei ani din studiile sale superioare i-a petrecut în București la Institutul de Petrol și Gaze, Facultatea Forajul Sondelor și Exploatarea Zăcămintelor de Țiței și Gaze iar ultimii doi ani la Ploiești prin mutarea Institutului (1971-1976). Aici și-a predat lucrarea de diplomă cu tema “ Stimularea sondelor prin acidizare “, aceasta fiind notată cu notă maximă, obținând astfel calificarea de Inginer foraj extractiv.

## Activitate în cadrul Petrom
Între anii 1976 și 1989 este inginer producție responsabil cu monitorizarea producției, diagnosticarea și stabilirea de programe pentru îmbunătățirea peformanței exploatării sondelor și zăcămintelor. A condus proiectul de reabilitare a zăcământului Strîmbu printr-un proces de injecție de apă ce a însemnat creșterea factorului final de exploatare de la 22 de procente la 36%. Anul următor a fost resposabil pentru managementul zăcămintelor la fostul trust de extracție Pitești după care este responsabil cu producția și operarea la Schela Găești.
Începând cu 1992, următorii 10 ani îi petrece ca principal responsabil cu producția și operarea la SNP Petrom dar și cea a zăcămintelor Petrom din afara țării. Din 2002 până în 2004 acesta preaia răspunderea pentru producția și operarea în cadrul întregii companii Petrom după care începe a coordona activitățile de producție, proiecte și inginerie la OMV Petrom.
În anul 2007 pune bazele propriei firme de consultanță în domeniul petrolier, mai exact în activitatea de explorare de petrol și gaze.

### Realizări
A introdus în Petrom tehnologiile de fisurare și control al nisipului folosind tehnologii de la primii trei furnizori de servicii din lume. A înființat Baza de operații speciale Câmpina, transformând-o în cea mai modernă bază din Europa cu cei mai buni ingineri romani și cele mai moderne echipamente.
De asemenea, introduce și generalizează în Petrom pompajul cu cavitație progresivă, prima instalație de cogenerare pentru combustia subterană de la Suplac, reușește să pună în practică sistemul închis de separare și tratare a țițeiului și face posibilă prima instalație de workover cu telecomandă din companie.
A unul dintre cei mai importanți promotori ai investițiilor în proiectele de modernizare Petrom și ai dezvoltării companiei
prin îmbunătațirea eficienței de lucru fiind implicat în evaluarea și descoperirea de noi tinere talente în cadrul organizației.

## Invenții
În timpul activității sale, acesta devine coautor la numeroase brevete de invenții legate de echipamente pentru industria petrolieră:
- Autotroliul pe pneuri[1]
- Instalație autotransportabilă, dotată cu cabină rabatabilă[2]
- Dispozitiv pentru manevrat țevi de extracție[3]
- Dispozitiv pentru aerisirea cilindrilor hidraulici[4]
- Dispozitiv electric  pentru măsurarea eforturilor în ancorele masturilor și în cablul de manevră[5]
- Instalație de intervenție și reparații la sonde[6]
- Procedeu și instalație pentru stingerea incendiilor[7]
- Dispozitiv pentru protecția catodică a pompelor de extracție a petrolului[8]
- Dispozitiv pentru etanșare[9]